# Caneleiro-cinzento
O caneleiro-cinzento (Pachyramphus rufus) é uma espécie de ave da família Tityridae.
Pode ser encontrada nos seguintes países: Brasil, Colômbia, Equador, Guiana Francesa, Guiana, Panamá, Peru, Suriname e Venezuela.
Os seus habitats naturais são: florestas subtropicais ou tropicais húmidas de baixa altitude, matagal árido tropical ou subtropical e florestas secundárias altamente degradadas.